# Dikobraz
Dikobraz – czechosłowacki, a następnie czeski tygodnik satyryczny, ukazujący się w latach 1945–1995, wznowiony na krótko w latach 2004–2005. Logo tygodnika był rysunek jeżozwierza (cz., słow. dikobraz), a motto stwierdzenie – „Z uśmiechem wszystko jest łatwiejsze” (cz., słow. S úsměvem jde všechno líp).
Od lat 60. równolegle z tygodnikiem kilka razy do roku ukazywał się Magazín Dikobraz w kilkudziesięciostronicowej objętości, a w latach 1974–1985 wydawano kalendarze Dikobraza.

## Historia
Tygodnik założył Jaroslav Vojtěch w czerwcu 1945. W latach 1950–1952 redaktorem naczelnym był Pavel Kohout.
W czasie praskiej wiosny redakcja zdecydowanie opowiedziała się po stronie reformatorów socjalizmu. Pierwsza strona tygodnika, zwykle zajmowana przez jedną ilustrację stała się trybuną piętnującą cenzurę, próby ograniczania niezależności Czechosłowacji przez państwa ościenne i wspierającą zmiany wewnątrz kraju. Np. na jednym z ostatnich wydań przed interwencją wojsk Układu Warszawskiego znalazł się rysunkowy komentarz do ideologicznych sporów z ZSRR o istotę socjalizmu: po przeciwnych stronach stołu negocjacyjnego zasiadają delegacje czechosłowacka i radziecka, a każdej z nich przewodniczy Lenin w charakterystycznej pozie z wyciągniętym ramieniem. Po 21 sierpnia 1968 tygodnik cieszył się jeszcze względną swobodą wypowiedzi – pierwszy numer we wrześniu otworzył rysunek, na którym zdezorientowany Szwejk pyta o drogę do Budziejowic. Słynny bohater Haška nie może do nich trafić ponieważ wszystkie drogowskazy zostały zamalowane czarną farbą lub zdjęte – tak jak robili to Czesi i Słowacy żeby zdezorientować żołnierzy Układu Warszawskiego.
Po aksamitnej rewolucji tygodnik na cztery lata zmodyfikował nazwę na Nový Dikobraz, od 1993 do ostatniego numeru był znowu Dikobrazem.
Z tytułem współpracowało wielu polskich autorów tekstów i rysunków, które pojawiały się na zasadzie wzajemności w tygodnikach satyrycznych państw bloku wschodniego (m.in. polskie Szpilki, wschodnioniemiecki Eulenspiegel, radziecki Krokodyl, węgierski Ludas Matyi).